# Aulacodes aechmialis
Aulacodes aechmialis là một loài bướm đêm trong họ Crambidae.